# Theater am Rand
Das Theater am Rand ist ein privates Haus- und Freiluft-Theater in der Siedlung Zollbrücke (Ortsteil Zäckericker Loose, Gemeinde Oderaue, Landkreis Märkisch-Oderland, Land Brandenburg) an der Oder gelegen, der östlichen Grenze Deutschlands. Die Anregung für den Namen gab allerdings nicht dieser geografische Rand, sondern das Lied am Rand des Liedermachers Hans-Eckardt Wenzel, der bis heute regelmäßig in dem Theater auftritt.

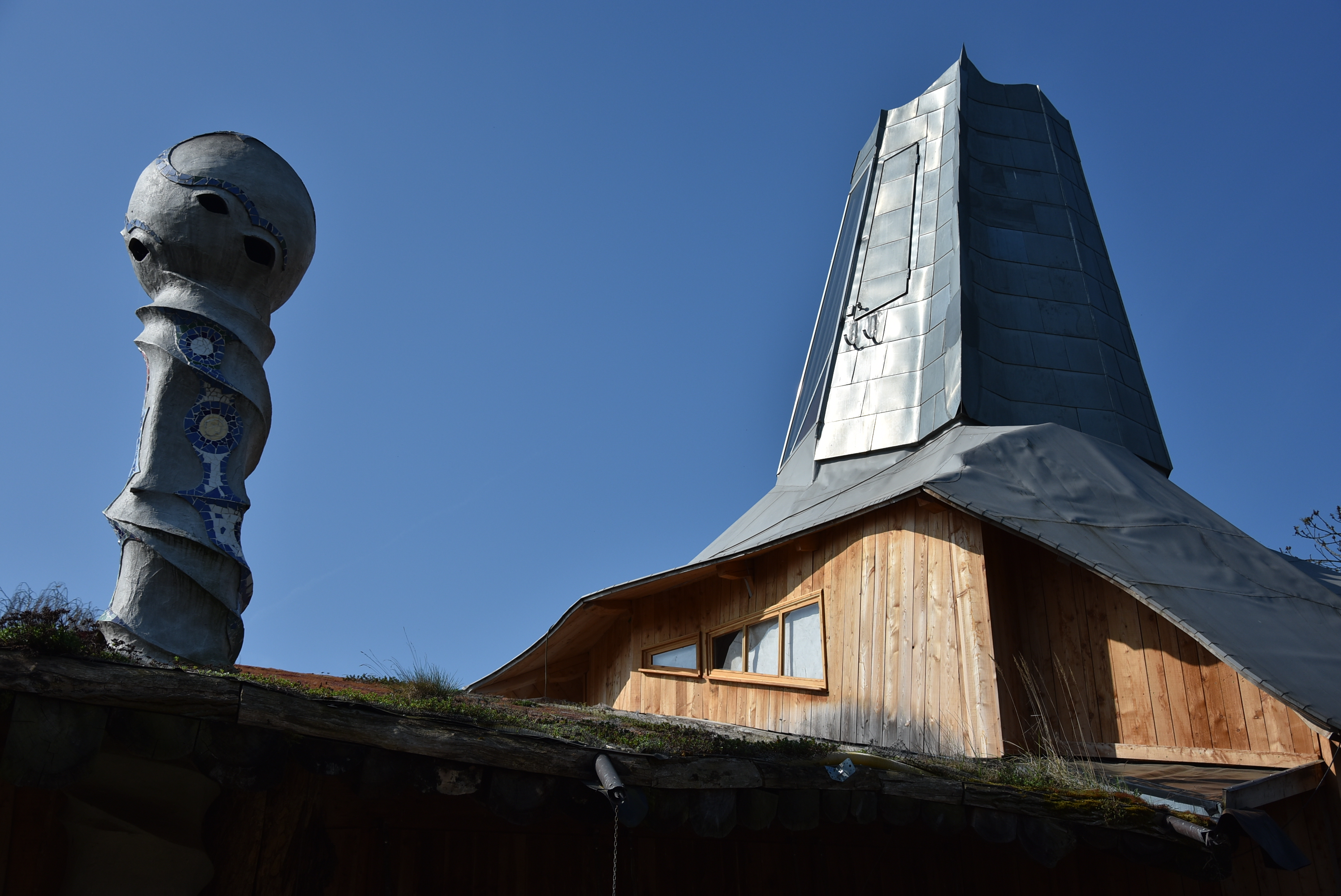
Das Theater am Rand, ein Holzbau ohne rechte Winkel mit markantem Solarturm

## Das Projekt
Am Anfang stand eine Panne. Im Jahr 1997 hatten der Musiker Tobias Morgenstern und der Schauspieler Thomas Rühmann einen szenischen Abend nach Edna Annie Proulx’ 600-Seiten-Roman Das grüne Akkordeon erarbeitet. Doch der Verlag verweigerte die Aufführungsrechte. Um das Stück wenigstens einmal aufzuführen, luden die beiden Akteure am 31. Januar 1998 Freunde und Bekannte zum privaten Vorspiel in Morgensterns Wochenendhaus in Zollbrücke im Oderbruch. Im Wohnzimmer (ca. 4 × 10 Meter groß) befand sich ein Portal – wie geschaffen zur Trennung von Bühnen- und Zuschauerraum. Der Abend vor 32 Zuschauern wurde ein Erfolg. Nach der Vorstellung legte jeder Besucher Geld in eine Schale.
Kamen anfangs vor allem Freunde, Bekannte und Kollegen, erweiterte sich das Publikum bald. Anwohner aus der Umgebung, Berliner und weitgereiste Gäste kamen einzeln und in Bussen, um die Künstler in der einzigartigen Spielstätte zu erleben. Inzwischen kommen etwa 28.000 Zuschauer pro Jahr. Der Bezahlmodus hat sich erhalten. Im Theater am Rand gibt es traditionell keine Tickets, es gilt „Eintritt bei Austritt“: Am Ausgang werden die Gäste aufgefordert, zu geben, was ihnen die erlebte Vorstellung wert ist.
Anfang 2024 verließ Tobias Morgenstern das Theater.

## Die Spielstätten

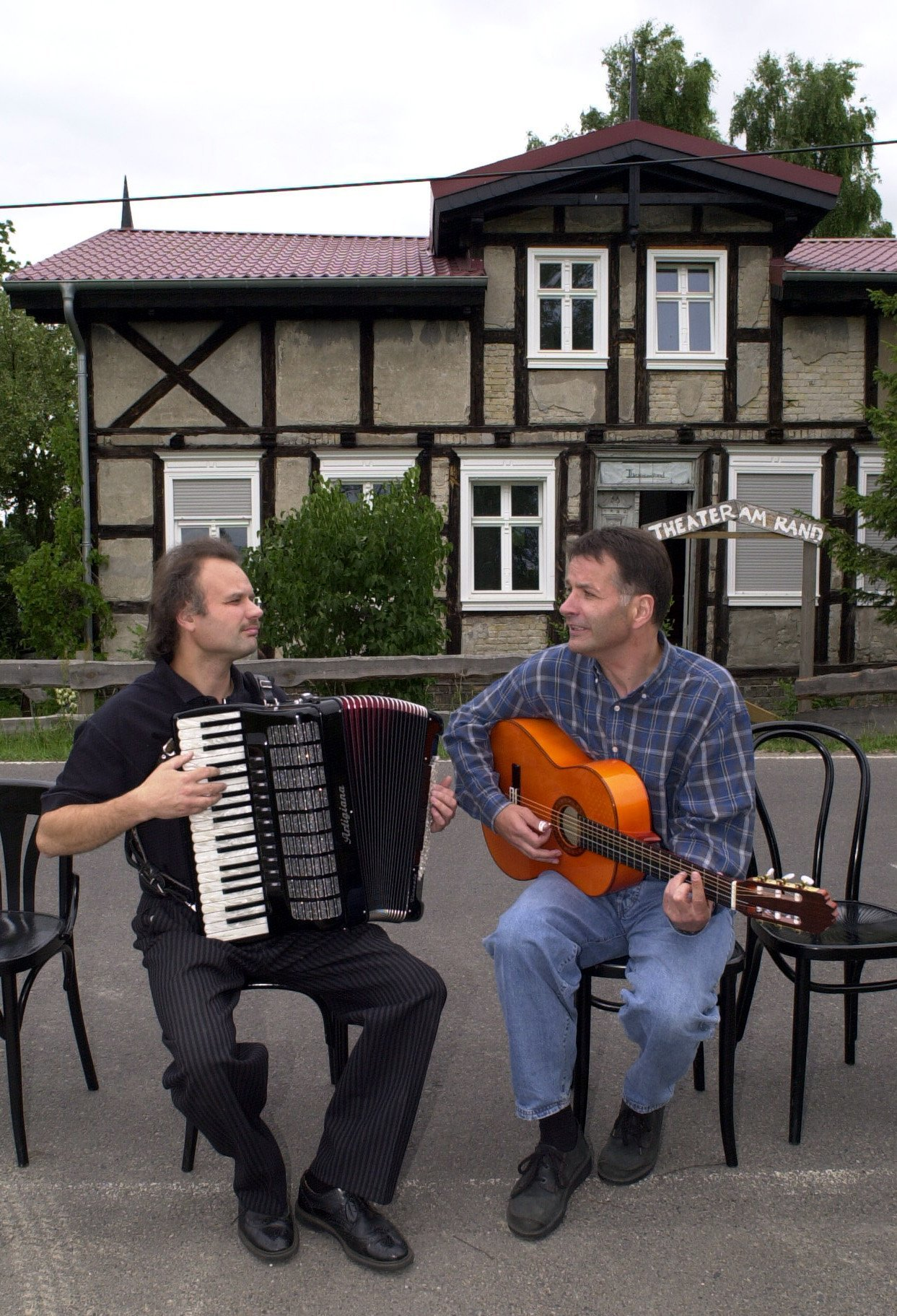
Tobias Morgenstern (links) und Thomas Rühmann 1998 vor dem Fachwerkhaus, in dem anfangs gespielt wurde

Nach dem Beginn im hundertjährigen Fachwerkhaus reichte der Platz bald nicht mehr und man wich auf die grüne Wiese aus. Ein neues Haus mit überdachtem Bühnenraum wurde errichtet. Die grüne Wiese verwandelte sich in eine Freilichtbühne mit amphitheaterähnlichen Publikumsrängen.
Das Theater wuchs mit seiner Akzeptanz. Wurde eine akzeptable Zuschauerzahl erreicht, dachte man über Veränderungen nach. Seit 2008 wird im Holzbau ohne rechte Winkel mit Solarturm gespielt. Es gibt 160 – 199 Plätze, die meisten auf schlichten Holzbänken. 2024 gab es eine umfangreiche energetische Sanierung. Die Holzwände und das Gründach wurden gedämmt, die Zuschauerbänke bekamen elektrische Sitzheizungen. Den Strom für das Theater produziert eine große Photovoltaik-Anlage auf dem gegenüberliegenden Parkplatz.
Direkt neben dem Theater steht die „Randwirtschaft“, Deutschlands selbst erklärte einzige bio-zertifizierte Theatergastronomie. Holz und Lehm bestimmen das Ambiente, serviert werden Köstlichkeiten aus dem Umland.

## Repertoire
Von März bis Dezember gibt es jeweils am Wochenende Vorstellungen – ohne Sommerpause. Auf dem Spielplan stehen etwa zu gleichen Anteilen Bühnenstücke, Lesungen und Konzerte. Kernrepertoire sind um die 20 Eigenproduktionen, meist Stücke nach literarischen Vorlagen, sparsam umgesetzt ohne viele Requisiten. Die aktuellsten Produktionen sind „Zwischen Welten“ nach dem Roman von Juli Zeh und Simon Urban, „Liebe in Zeiten des Hasses“ nach Florian Illies und „Das Jahr des Dugong“ nach John Ironmonger, alle in Bearbeitungen von Thomas Rühmann. Dazu gibt es Gastspiele von Schauspielprojekten und Konzerte, vor allem Jazz, Swing und von Liedermachern. Regelmäßig gastieren bekannte Musiker aus dem In- und Ausland, darunter Pascal von Wroblewsky, Hans-Eckardt Wenzel, Günther Fischer, Uschi Brüning, Uwe Kropinski. Regelmäßige jährliche Veranstaltungen sind das Festival Liederlauschen am Rand, ein Internationales Akkordeonfestival, das OderKurz-Filmspektakel und „Frei Spiel“, ein Wochenende mit Studierenden der Berliner Hochschule für Schauspielkunst Ernst Busch. 

## Produktionen (Auswahl)
- Zwischen Welten
- Das Jahr des Dugong
- Als Tom Waits bei Chuck Berry auf dem Sofa lag
- Auflaufend Wasser
- Liebe in Zeiten des Hasses
- Der Schneesturm
- Der Wal und das Ende der Welt
- Das heißbegehrte Haus (Operette, nicht mehr im Spielplan)
- Die Entdeckung der Langsamkeit
- Mitten in Amerika
- Dshamilja (nicht mehr im Spielplan)
- Siddhartha (nicht mehr im Spielplan)

## Das Theater heute
Personal:
- Künstlerische Leitung: Thomas Rühmann
- Geschäftsführung: Almut Undisz
- Weitere 14 Mitarbeiter im Büro, an der Technik und Theatergärtnerinnen

Plätze:
- je nach Bühnengröße 160–199

## Bedeutung
Die kleine, unkonventionelle Spielstätte ist in der Region und auch überregional bekannt. Das Theater bereichert nicht nur die kreative Vielfalt im Oderbruch, sondern erweitert nach der Wende und deutschen Wiedervereinigung auch den kulturellen, geistigen und geografischen Horizont von Anwohnern und Gästen. Es wurde zur festen Adresse in der künstlerischen Landschaft Brandenburgs.